# 사당3동마을버스
사당3동마을버스(舍堂三洞―)는 서울특별시 동작구의 마을버스 회사이며, 사무실은 본사 소재지에, 차고지는 동작구 사당동 175-32와 동작삼성래미안 상가 주차장을 같이 사용한다.

## 운행 노선
- ● 동작07번: 삼성래미안아파트 ↔ 갯마을 (구 동작마을 7번)
- ● 동작16번: 삼성래미안아파트 ↔ 사당역 (구 동작마을 7-1번)
- ● 동작17번: 극동아파트 ↔ 이수힐스테이트 (구 동작마을 7-2번)
- ● 동작18번: 극동아파트 ↔ 사당역 (구 동작마을 7-3번)

## 보유 차종
- 자일대우 BS090 뉴 로얄미디
- 현대 카운티 뉴 브리즈
- 현대 그린시티
- 범한자동차 E-STAR 9
- JJ모터스 V Bus 90